# Torre dei Becci
La Torre dei Becci è una delle quattordici torri superstiti di San Gimignano. Si trova a ridosso dell'antico Arco dei Becci e domina sia via San Giovanni che piazza della Cisterna.
La torre risale al Duecento, così come l'attiguo palazzo al quale si accede da via degli Innocenti. La torre ha un aspetto molto semplice: a base quadrata è costruita da bozze regolari a vista che nella parte più alta diventano filaretto; rare aperture a feritoia si aprono sui lati principali.
I Becci furono una famiglia di mercanti che ricoprì importanti cariche pubbliche nel periodo d'oro del Comune di san Gimignano.

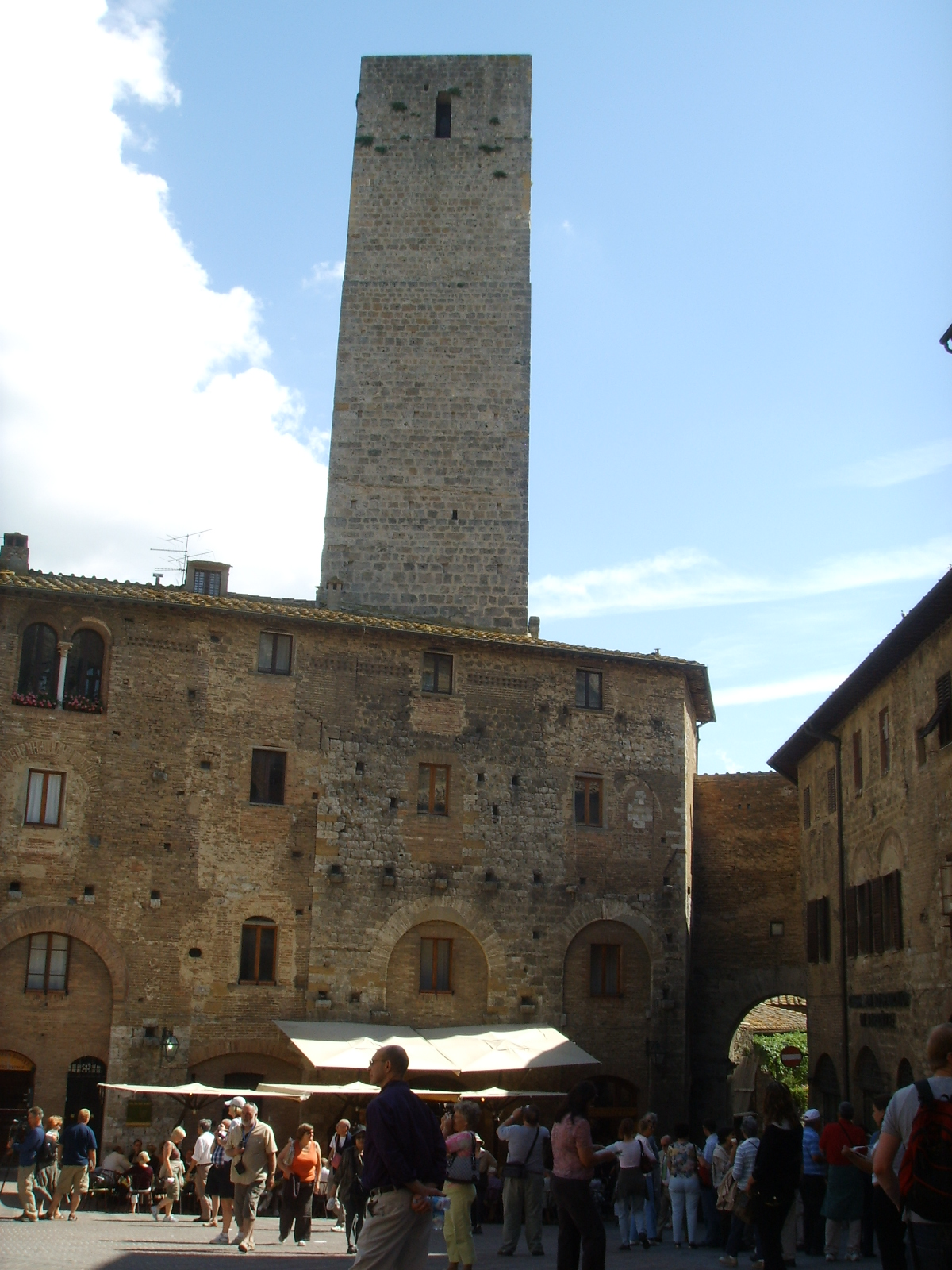
La torre dei Becci vista da piazza della Cisterna